# وندسور (إلينوي)
وندسور، مقاطعة شيلبي (إلينوي) (بالإنجليزية: Windsor, Shelby County, Illinois)‏ هي مدينة تقع في الولايات المتحدة في مقاطعة شيلبي، إلينوي. يقدر عدد سكانها بـ 1,187 نسمة .

## التركيبة السكانية
حدّد مكتب تعداد الولايات المتحدة بيانات التركيبة السكانية لوندسور في تعداد الولايات المتحدة. في ما يلي، التركيبة السكانية حسب تعدادي 2000 و2010.

### تعداد عام 2000
بلغ عدد سكان وندسور 1,125 نسمة بحسب تعداد عام 2000، وبلغ عدد الأسر 466 أسرة وعدد العائلات 318 عائلة مقيمة في المدينة. في حين سجلت الكثافة السكانية 690.2 نسمة لكل كيلومتر مربع (1,787.6/ميل2). وبلغ عدد الوحدات السكنية 523 وحدة بمتوسط كثافة قدره 320.9 لكل كيلومتر مربع (831.1/ميل2).
وتوزع التركيب العرقي للمدينة بنسبة 98.84% من البيض و0.36% من الأعراق الأخرى و0.80% من عرقين مختلطين أو أكثر و0.44% من الهسبانيون أو اللاتينيون من أي عرق.
بلغ عدد الأسر 466 أسرة كانت نسبة 34.3% منها لديها أطفال تحت سن الثامنة عشر تعيش معهم، وبلغت نسبة الأزواج القاطنين مع بعضهم البعض 54.7% من أصل المجموع الكلي للأسر، ونسبة 10.3% من الأسر كان لديها معيلات من الإناث دون وجود شريك، بينما كانت نسبة 3.2% من الأسر لديها معيلون من الذكور دون وجود شريكة وكانت نسبة 31.8% من غير العائلات. تألفت نسبة 27.9% من أصل جميع الأسر من عدة أفراد يعيشون في نفس المنزل ونسبة 15% كانت تتألف من شخص يعيش بمفرده يبلغ من العمر 65 عاماً أو أكثر. وبلغ متوسط حجم الأسرة المعيشية 2.41، أما متوسط حجم العائلات فبلغ 2.93.
بلغ العمر الوسطي للسكان 37.6 عاماً. وكانت نسبة 26.2% من القاطنين تحت سن الثامنة عشر، وكانت نسبة 8.5% بين الثامنة عشر والرابعة والعشرين عاماً، ونسبة 26.7% كانت واقعةً في الفئة العمرية ما بين الخامسة والعشرين والرابعة والأربعين عاماً، ونسبة 21.4% كانت ما بين الخامسة والأربعين والرابعة والستين، ونسبة 17.2% كانت ضمن فئة الخامسة والستين عاماً فما فوق. يوجد لكل 100 أنثى 88.4 ذكر، ويوجد لكل 100 أنثى في الثامنة عشر من عمرها فما فوق 85.7 ذكر.
بلغ متوسط دخل الأسرة في المدينة 33,095 دولارًا، أما متوسط دخل العائلة فبلغ 40,250 دولارًا. وكان متوسط دخل الذكور 27,100 دولارًا مقابل 20,000 دولارًا للإناث. وسجل دخل الفرد الخاص بالمدينة 16,002 دولارًا. وكانت نسبة 6.5% من العائلات ونسبة 8.4% من السكان تحت خط الفقر، وكان من هؤلاء نسبة 11.8% تحت سن الثامنة عشر ونسبة 9.9% في الخامسة والستين من العمر وما فوق.

### تعداد عام 2010
بلغ عدد سكان وندسور 1,187 نسمة بحسب تعداد عام 2010، وبلغ عدد الأسر 483 أسرة وعدد العائلات 313 عائلة مقيمة في المدينة. في حين سجلت الكثافة السكانية 728.2 نسمة لكل كيلومتر مربع (1,886.0/ميل2). وبلغ عدد الوحدات السكنية 529 وحدة بمتوسط كثافة قدره 324.5 لكل كيلومتر مربع (840.5/ميل2).
وتوزع التركيب العرقي للمدينة بنسبة 98.15% من البيض و0.34% من الأمريكيين الأفارقة و0.42% من الأمريكيين ذوي الأصول الآسيوية و0.08% من سكان جزر المحيط الهادئ و0.34% من الأعراق الأخرى و0.67% من عرقين مختلطين أو أكثر و0.84% من الهسبانيون أو اللاتينيون من أي عرق.
بلغ عدد الأسر 483 أسرة كانت نسبة 35.8% منها لديها أطفال تحت سن الثامنة عشر تعيش معهم، وبلغت نسبة الأزواج القاطنين مع بعضهم البعض 48.2% من أصل المجموع الكلي للأسر، ونسبة 12.6% من الأسر كان لديها معيلات من الإناث دون وجود شريك، بينما كانت نسبة 3.9% من الأسر لديها معيلون من الذكور دون وجود شريكة وكانت نسبة 35.2% من غير العائلات. تألفت نسبة 32.1% من أصل جميع الأسر من عدة أفراد يعيشون في نفس المنزل ونسبة 15.5% كانت تتألف من شخص يعيش بمفرده يبلغ من العمر 65 عاماً أو أكثر. وبلغ متوسط حجم الأسرة المعيشية 2.46، أما متوسط حجم العائلات فبلغ 3.04.
بلغ العمر الوسطي للسكان 37.4 عاماً. وكانت نسبة 27.1% من القاطنين تحت سن الثامنة عشر، وكانت نسبة 7.2% بين الثامنة عشر والرابعة والعشرين عاماً، ونسبة 23.9% كانت واقعةً في الفئة العمرية ما بين الخامسة والعشرين والرابعة والأربعين عاماً، ونسبة 26.2% كانت ما بين الخامسة والأربعين والرابعة والستين، ونسبة 15.6% كانت ضمن فئة الخامسة والستين عاماً فما فوق. وتوزع التركيب الجنسي للسكان بنسبة 48.4% ذكور و51.6% إناث.

## المناخ
يظهر الجدول التالي التغييرات المناخية على مدار السنة لوندسور:
| البيانات المناخية لـوندسور        | البيانات المناخية لـوندسور | البيانات المناخية لـوندسور | البيانات المناخية لـوندسور | البيانات المناخية لـوندسور | البيانات المناخية لـوندسور | البيانات المناخية لـوندسور | البيانات المناخية لـوندسور | البيانات المناخية لـوندسور | البيانات المناخية لـوندسور | البيانات المناخية لـوندسور | البيانات المناخية لـوندسور | البيانات المناخية لـوندسور | البيانات المناخية لـوندسور |
| الشهر                             | يناير                      | فبراير                     | مارس                       | أبريل                      | مايو                       | يونيو                      | يوليو                      | أغسطس                      | سبتمبر                     | أكتوبر                     | نوفمبر                     | ديسمبر                     | المعدل السنوي              |
| --------------------------------- | -------------------------- | -------------------------- | -------------------------- | -------------------------- | -------------------------- | -------------------------- | -------------------------- | -------------------------- | -------------------------- | -------------------------- | -------------------------- | -------------------------- | -------------------------- |
| الدرجة القصوى °ف (°م)             | 74 (23)                    | 75 (24)                    | 89 (32)                    | 90 (32)                    | 97 (36)                    | 105 (41)                   | 111 (44)                   | 107 (42)                   | 106 (41)                   | 95 (35)                    | 84 (29)                    | 72 (22)                    | 111 (44)                   |
| متوسط درجة الحرارة الكبرى °ف (°م) | 36.6 (2.6)                 | 40.8 (4.9)                 | 52.2 (11.2)                | 65.0 (18.3)                | 75.1 (23.9)                | 84.2 (29.0)                | 88.1 (31.2)                | 86.4 (30.2)                | 80.4 (26.9)                | 68.4 (20.2)                | 52.7 (11.5)                | 40.0 (4.4)                 | 64.2 (17.9)                |
| المتوسط اليومي °ف (°م)            | 28.1 (−2.2)                | 31.8 (−0.1)                | 42.0 (5.6)                 | 53.6 (12.0)                | 63.6 (17.6)                | 72.6 (22.6)                | 76.3 (24.6)                | 74.6 (23.7)                | 68.1 (20.1)                | 56.4 (13.6)                | 43.1 (6.2)                 | 31.9 (−0.1)                | 53.5 (12.0)                |
| متوسط درجة الحرارة الصغرى °ف (°م) | 19.6 (−6.9)                | 22.9 (−5.1)                | 31.9 (−0.1)                | 42.2 (5.7)                 | 52.1 (11.2)                | 61.1 (16.2)                | 64.6 (18.1)                | 62.7 (17.1)                | 55.7 (13.2)                | 44.5 (6.9)                 | 33.5 (0.8)                 | 23.8 (−4.6)                | 42.9 (6.1)                 |
| أدنى درجة حرارة °ف (°م)           | −26 (−32)                  | −24 (−31)                  | −7 (−22)                   | 19 (−7)                    | 27 (−3)                    | 35 (2)                     | 43 (6)                     | 37 (3)                     | 26 (−3)                    | 16 (−9)                    | −6 (−21)                   | −20 (−29)                  | −26 (−32)                  |
| الهطول إنش (مم)                   | 2.3 (58)                   | 2.1 (53)                   | 3.4 (86)                   | 3.9 (99)                   | 4.4 (110)                  | 4.3 (110)                  | 3.7 (94)                   | 3.3 (84)                   | 3.4 (86)                   | 3.0 (76)                   | 3.1 (79)                   | 2.7 (69)                   | 39.6 (1٬010)               |
| متوسط الأيام الممطرة              | 8                          | 7                          | 10                         | 10                         | 11                         | 10                         | 8                          | 8                          | 7                          | 8                          | 8                          | 8                          | 103                        |
| المصدر:                           |                            |                            |                            |                            |                            |                            |                            |                            |                            |                            |                            |                            |                            |